# Golden 1 Center
Le Golden 1 Center est une salle omnisports sponsorisée par la marque Golden 1 Credit Union et située dans le centre de la ville de Sacramento, en Californie.

## Événements
- 1er et 2d tours du tournoi du Championnat NCAA de basket-ball, 2017
- Lady Gaga le 15 août 2017 pour sa tournée The Joanne World Tour
- Madonna le 24 février 2024 pour sa tournée The Celebration Tour
- WWE No Mercy le 9 octobre 2016
- WWE Hell in a Cell le 6 octobre 2019